# Giovanni Buonaventura Viviani
Giovanni Buonaventura Viviani (15 de julho de 1638, Florença – cerca de 1693, Pistoia) foi um compositor e violinista italiano.

## Carreira
Trabalhou na corte de Innsbruck como violinista pelo menos entre 1656 e 1660. Entre 1672 e 1676 foi diretor da música da corte em Innsbruck, que, após a extinção dos Habsburgos do Tirol, passou para o controle do imperador. Embora em publicações de 1678 Viviani ainda se descrevesse como ocupante desta posição, parece mais provável que estivesse de fato em Veneza trabalhando em seu arranjo de Scipione affricano de Francesco Cavalli e em sua própria ópera Astiage, que foram ambas apresentadas em Veneza naquele ano. Também naquele ano, Viviani dirigiu um oratório no Oratório de São Marcelo em Roma com Arcangelo Corelli e Bernardo Pasquini. Provavelmente foi elevado à nobreza no mesmo ano, pois posteriormente se designava 'Nobile del Sacro Romano Imperio'. Entre 1678 e 1679 e 1681 e 1682 esteve em Nápoles como diretor de uma companhia de cantores de ópera, e enquanto lá esteve apresentou algumas de suas próprias óperas e oratórios. Em 1686 foi maestro di cappella do Príncipe de Bisignano. De janeiro de 1687 a dezembro de 1692 foi maestro di cappella da Catedral de Pistoia.
Como compositor, Viviani é conhecido principalmente por suas óperas e cantatas solo que seguem o estilo de Antonio Cesti. Especula-se que Viviani estudou com Cesti durante seus anos em Innsbruck, o que explica as semelhanças de estilo entre os dois compositores; em todo caso, certamente conhecia a obra de Cesti. Suas obras instrumentais são predominantemente no estilo italiano, embora influências sul-alemãs e austríacas também sejam reconhecíveis. De particular interesse são os recitativos instrumentais da Sinfonia cantabile em sua op. 4, que é escrita em imitação de uma cantata solo; há também duas sonatas na op. 4 para trompete e contínuo. Os Solfeggiamenti, peças vocais sem texto destinadas a fins didáticos, são exemplos incomuns deste gênero devido ao número de seus movimentos e seu comprimento excepcional. Suas outras composições incluem duas sonatas para trompete e órgão, duas sonatas para trompete solo, sonatas para violino e baixo contínuo, e vários Capriccios.

## Obras selecionadas

### Óperas
- Astiage (Nápoles, dezembro de 1682)
- Scipione affricano (Veneza, carnaval de 1678) [revisão da ópera de Cavalli de 1664]
- Zenobia (Nápoles, 1678) [atualmente perdida]
- Le fatiche d'Ercole per Dejanire (Nápoles, 1679)
- Mitilene, regina delle Amazoni (Nápoles, 13 de novembro de 1681)
- L'Elidoro, o vero Il fingere per regnare (Saponara, 15 de junho de 1686)
- La vaghezza del fato (possivelmente apresentada em Viena)

### Oratórios
- La strage degli innocenti (Nápoles, 1682)
- L'Esequie del Redentore (Nápoles, 1682)
- Le nozze di Tobia (Florença, 1692)
- L'Abramo in Egitto
- Faraone

### Música instrumental
- Capricci armonici da chiesa e da camera, Op. 4 (Veneza, 1678)